# Geranium
- Commons
- Wikispecies

Geranium L. é um género de plantas com flor pertencente à família Geraniaceae. É composto por 422 espécies de plantas anuais, bianuais e perenes. Apesar de serem encontradas pelas regiões temperadas do planeta e zonas montanhosas dos trópicos, é no leste do Mediterrâneo que se encontra a maior diversidade.

## Sinonímia
- Geraniopsis Chrtek
- Neurophyllodes (A. Gray) O. Deg.

## Espécies
A espécie Geranium viscosissimum é considerada uma planta protocarnívora. Para a listagem completa ver Espécies de Geranium.

## Classificação do gênero
| Sistema | Classificação                       | Referência               |
| ------- | ----------------------------------- | ------------------------ |
| Linné   | Classe Monadelphia, ordem Decandria | Species plantarum (1753) |

## Imagens

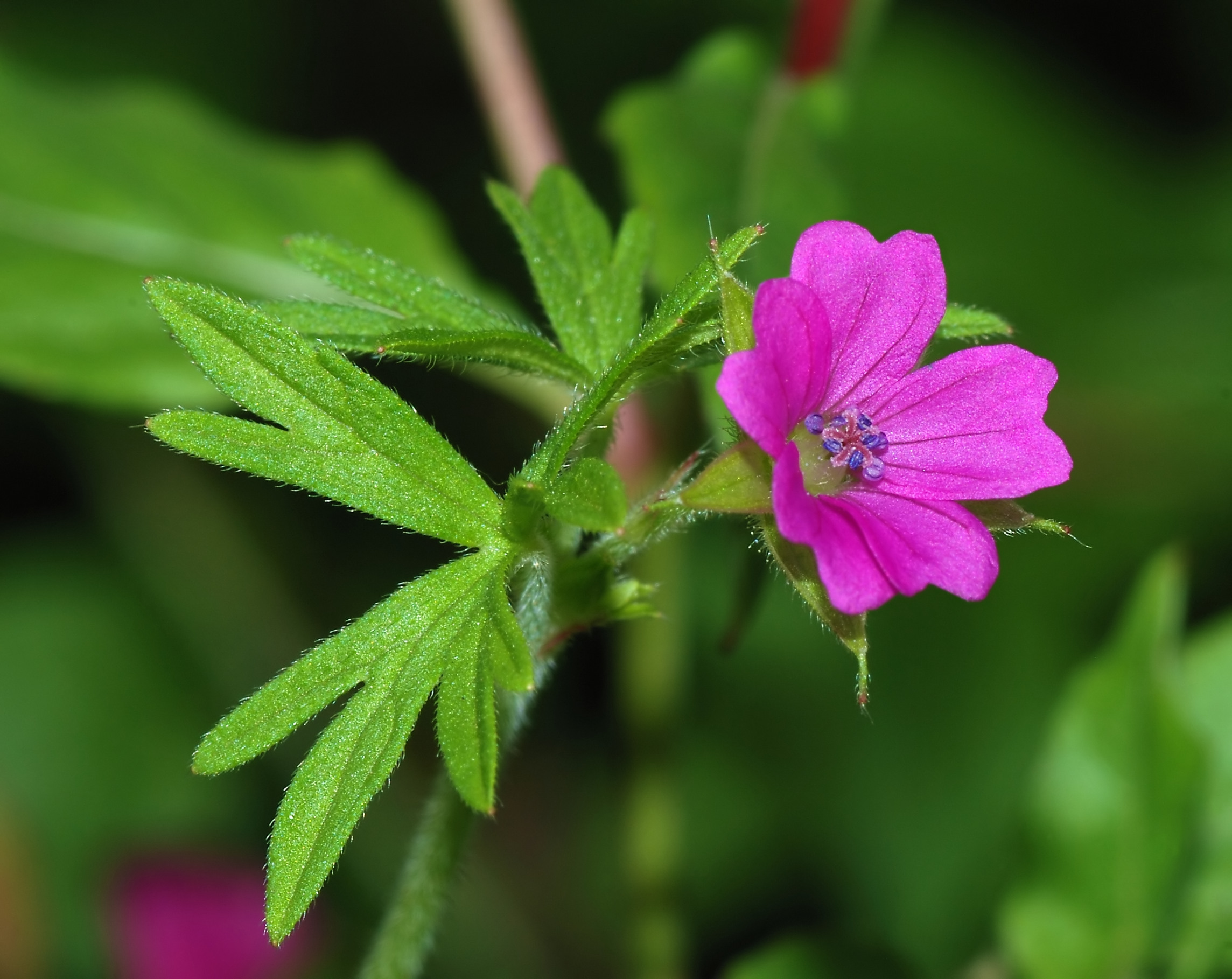
Geranium dissectum
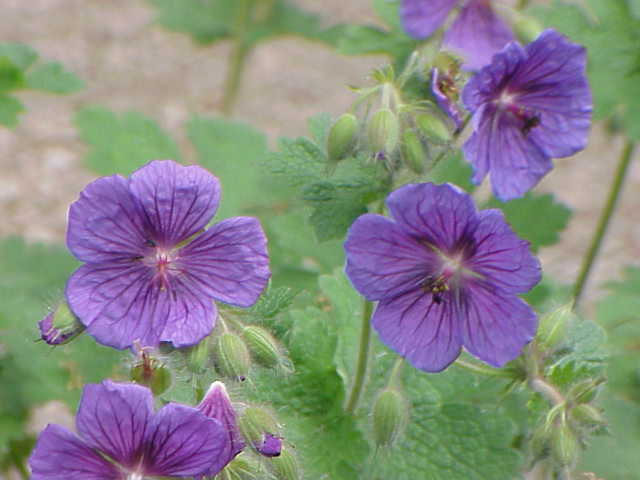
Geranium platypetalum
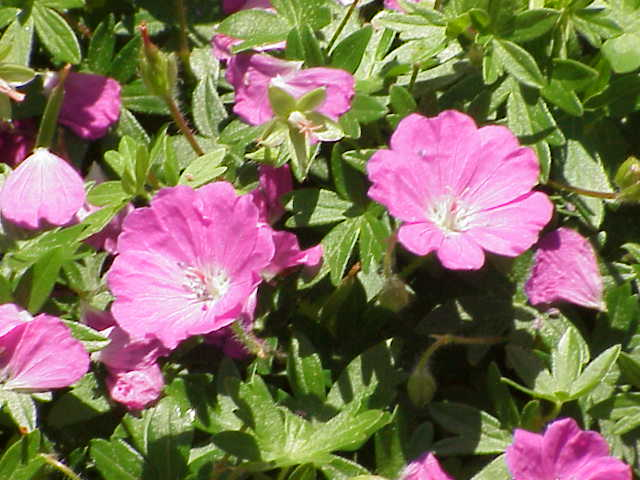
Geranium sanguineum
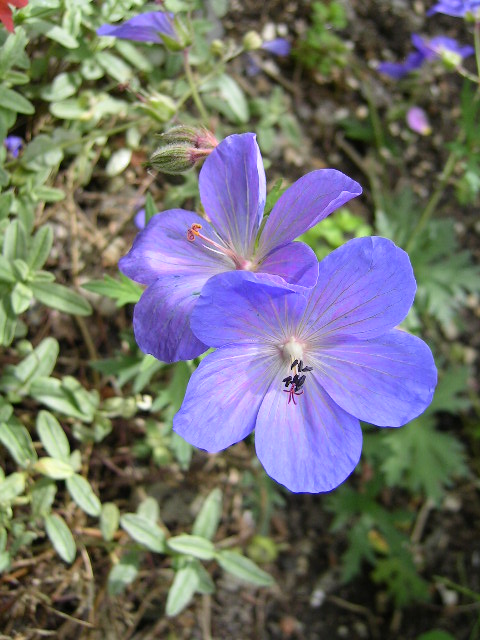
Johnson's Blue, híbrido cultivar de Geranium pratense
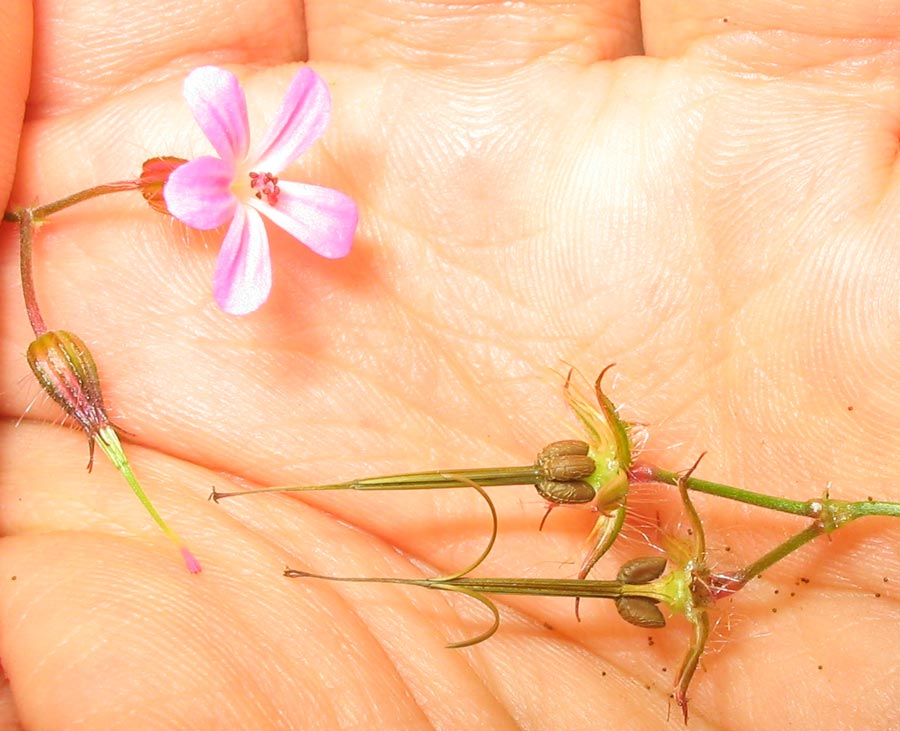
Flor e semente de Geranium robertianum
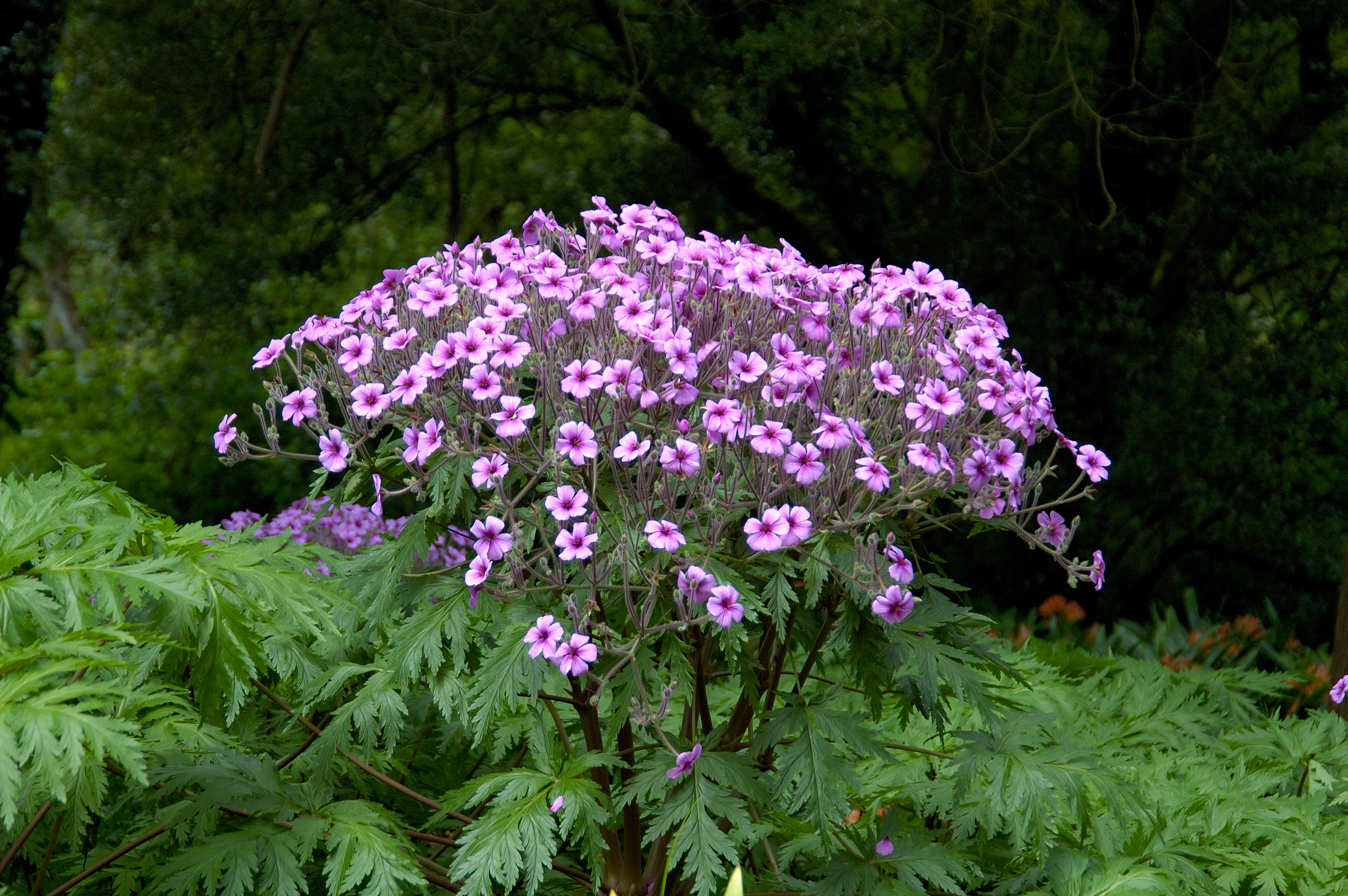
Geranium maderense - Gerânio da Madeira
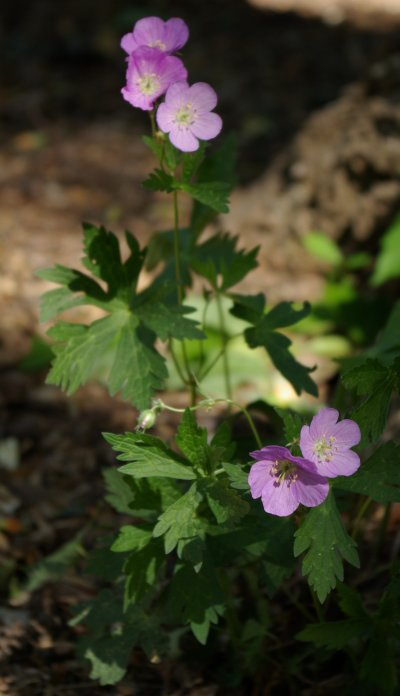
Geranium maculatum
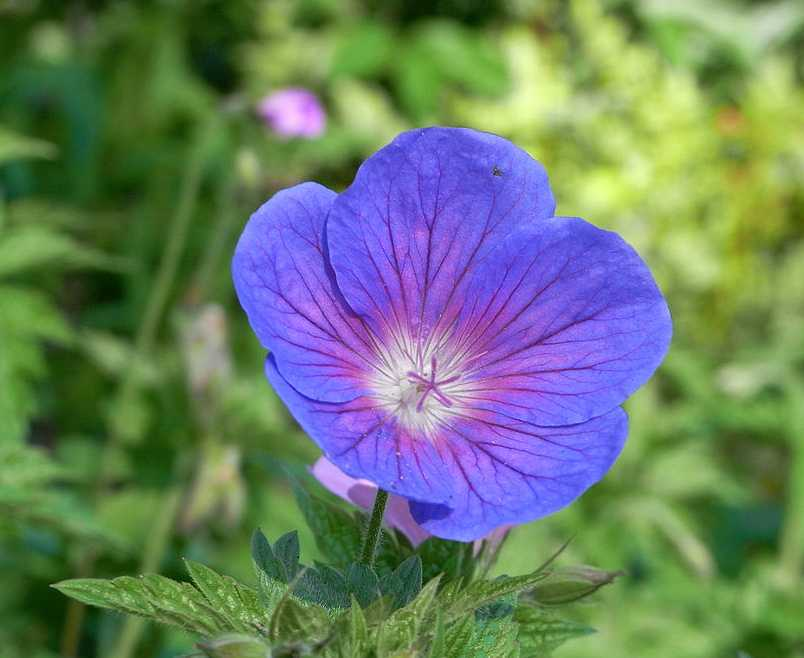